# Storia della bruttezza
Storia della bruttezza (Història de la lletjor) és un assaig d'Umberto Eco en què passa revista al concepte de lletjor i constitueix la continuació d'una de les seves obres més cèlebres d'estètica, la Història de la bellesa. La versió original italiana en fou publicada el 2007 per l'editorial Bompiani i traduïda a diversos idiomes. Igual que l'obra sobre la bellesa, aquest assaig combina exemples literaris i il·lustracions de la història de l'art de diferents èpoques per apropar el concepte sobre què significa que una cosa sigui lletja.

## Estructura
Umberto Eco comença en la introducció intentant definir la idea de lletjor, per comprovar que és un concepte polisèmic que s'associa a expressions emocionals de rebuig o fàstic que en dificulten una aproximació racional. El primer capítol s'apropa a la concepció grega de la bellesa, per mirar de destriar per oposició allò que és lleig i que s'associa a manca d'harmonia. Es distingeix també entre lletjor física i moral, lligada al caràcter, a la maldat, una connotació que s'estendrà durant segles. El cristianisme negarà en certa manera l'existència de la lletjor, ja que tot l'univers és obra divina i Déu no pot crear res lleig si és un ésser perfecte. Només el pecat i el patiment són lletjos perquè s'allunyen dels preceptes de la fe. Per això tot allò monstruós o desagradable es lliga a l'infern, la mort i el dimoni i l'art exagera els trets horrorosos d'aquesta esfera per infondre por al creient i allunyar-lo de la temptació.
Un segon bloc del llibre s'inicia en el capítol V, amb l'associació entre lleig i obscenitat, un vincle que mourà a riure a l'espectador i no sols a l'horror. Per tant, serà lleig allò ridícul, sigui de tipus humà (els inadaptats al medi) o sobre temàtiques poc apropiades (com el sexe o les funcions fisiològiques). L'humor assenyala, doncs, la mesura estètica, com es veu en les descripcions costumistes o en l'art de la caricatura. Les dones i els enemics són blanc fàcil de les bromes sobre la lletjor.
En el romanticisme s'exalta allò tradicionalment considerat lleig, com una reacció contra l'ordre burgès i el gust neoclàssic. Els personatges marginals i diferents ja no són monstres sinó genis incompresos o éssers únics i, per tant, valuosos enfront de la uniformitat mediocre. L'apropament a la bogeria, a paisatges i passions sense mesura i a les criatures deformes viu una reivindicació durant el segle xix, en què també triomfa la literatura gòtica. El trencament total, però, es donarà amb les avantguardes.
En l'edat contemporània apareixen noves categories estètiques afegides a la dicotomia tradicional entre lleig i bell, com ara allò kitsch i camp, que obren la porta a una recuperació d'obres apartades pel cànon, que es lliguen a la cultura popular. El llibre acaba amb un repàs a la polisèmia actual d'allò lleig, que depèn força de la comunitat que ho jutja, en consonància amb el relativisme postmodern.